# Butz Károly
Butz Károly (Budapest, 1888. június 17. – Budapest, 1976. április 2.)  az Operaház főügyelője, fuvolaművész. Óriási tekintélyre tett szert a dalszínházban, négy évtizeden át az intézmény egyik „tartóoszlopa” volt.

## Élete
Nagyapjának vízimalma volt a Dunán, édesapja „sütő mester”, vagyis pék volt saját „Sütő Ház”-zal a ferencvárosi Tűzoltó utcában. Kiváló műkedvelő hegedűs volt.
Butz Károly a Nemzeti Zenedében tanult fuvolázni. Tanulmányai végeztével különböző zenekarokban játszott. Az első világháború idején őrmesteri rangban katonazenészként szolgált. Ekkor került kapcsolatba az Operaházzal. Az intézmény kislétszámú zenekarában nem voltak a színpadi zenék előadásához nélkülözhető tagok, ezeket a hadseregtől kölcsönözték. A mindenre fogékony Butz az előadások alatt tanulmányozta az ügyelő munkáját. Ezt olyan eredményesen végezte, hogy még leszerelése előtt alkalmazta a dalszínház, emiatt eleinte egyenruhában irányította az előadásokat. Katonai múltjából megmaradt az a szokása, hogy a nyíltszíni díszletváltozásokat egy pisztolylövéssel jelezte, amiből minden érintett megtudhatta, hogy cselekednie kell. A magánéletben is mindenben a praktikus megoldásokat kereső Butz ragaszkodott ahhoz is, hogy előadás közben elemlámpa helyett ún. bakterlámpával járt a színpadon, mondván, hogy az mindig üzemképes. Olyan kiválóan végezte munkáját, hogy leszerelése után, Kerner István javaslatára már 1919-ben főügyelővé nevezték ki.
Ezekben az időkben a műszaki „támogatás” egy csengőgombból állt, az öltöztetőknek kellett számolni a csengetéseket, hogy a rájuk bízott művészt a színpadra indíthassák. 1927-től a műszaki vezető a szobájában hangszóróból hallhatta a színpadon zajló előadást. Butz két évnyi munkával, Tolnay Pál műszaki főfelügyelővel együttműködve 1935-re elkészített egy új korszakot nyitó ügyelőpultot. Erről már élőszóval lehetett minden egyes öltözőt „elérni”, az egész üzemi terültre jelzéseket adni, a függöny leeresztésének sebességét szabályozni stb.
Butzot láthatta is a közönség kisebb szerepekben, vagy jelmezben különböző hangszereken játszva  színpadi zenészként. Humorát élvezhették az újságolvasók is budapesti lapokban megjelent tárcáiban. Mindezek mellett jól rajzolt és festett.
Közel öt évtizednyi operai működés után, 1960-ban ment nyugdíjba.

## Szerepei
- Dohnányi Ernő: Pierette fátyola – Zongorista
- Farkas Ferenc: Csínom Palkó – Udvaros
- Máder Rezső: Mályvácska királykisasszony – Ispán
- Richard Strauss: Arabella – Orvos

## Díjai, elismerései
- Élmunkás
- Munka érdemérem (1954)